# Méharin
Méharin település Franciaországban, Pyrénées-Atlantiques megyében. Lakosainak száma 278 fő (2022. január 1.). Méharin Amorots-Succos, Armendarits, Beyrie-sur-Joyeuse, Orègue és Saint-Martin-d’Arberoue községekkel határos.

## Népesség
A település népességének változása:
| Lakosok száma | 261  | 269  | 275  | 273  | 276  | 279  | 284  | 282  | 278  |
|               | 2013 | 2015 | 2016 | 2017 | 2018 | 2019 | 2020 | 2021 | 2022 |